# Индийцы в Танзании
Индийцы в Танзании - граждане Танзании индийского происхождения. Являются национальным меньшинством. 

## История
Индийцы появились на территории Танзании в первом тысячелетии нашей эры. Это были купцы, выходцы в основном из Гуджарата, Декана (ныне Махараштры) и империи Тамил Чола. Археологические данные о небольших индуистских поселениях были найдены в Занзибаре и в некоторых частях побережья Суахили, Зимбабве и Мадагаскаре. Установлению широкой торговли между Восточной Африкой и Индией способствовали природные факторы. Попутные устойчивые ветра дующие часть года в направлении Африки в другу часть года в сторону Индии, давали возможность торговым кораблям преодолевать Индийский океан.
Европейские исследователи Африканского континента упоминали о значительных индийских общинах в Занзибаре, Килве, Момбасе, Малинди и Мозамбике. Васко да Гама убедил одного из африканских индусов помочь добраться его экспедиции из Африки в Индию.
Положение индийцев ухудшилось после того как на побережье Восточной Африки начал распространяться ислам. Между арабскими и индийскими купцами существовала конкуренция, которая вылилось притеснения последних со стороны мусульманского большинства. Однако после колонизации Восточной Африки европейцами в XIX веке положение индийцев в Танганьике значительно улучшилось.
В колониальную эпоху, после европейцев индийцы были наиболее экономически успешной этнической группой в Танзании. Начиная с президентства Джулиуса Ньерере, индийцы начали подвергаться преследованиям в Танзании. Из-за этого многие индийцы эмигрировали из Танзании в Индию, Пакистан, Великобританию, США и Канаду.

## Современное положение
По состоянию на 2015 год в Танзании насчитывается около 60 000 человек индийского происхождения. Многие из них являются бизнесменами, они контролируют значительную часть экономики Танзании.

## Галерея

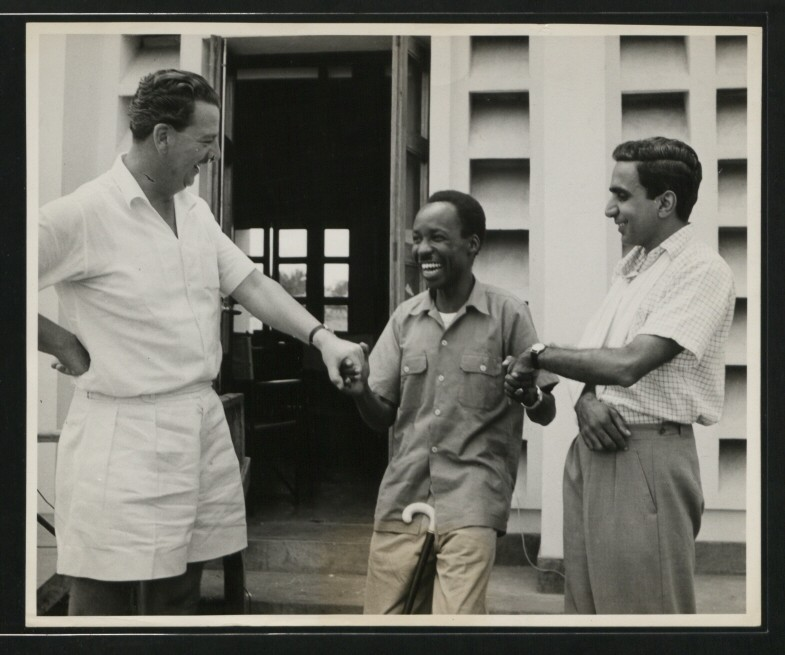
Амир Джамал
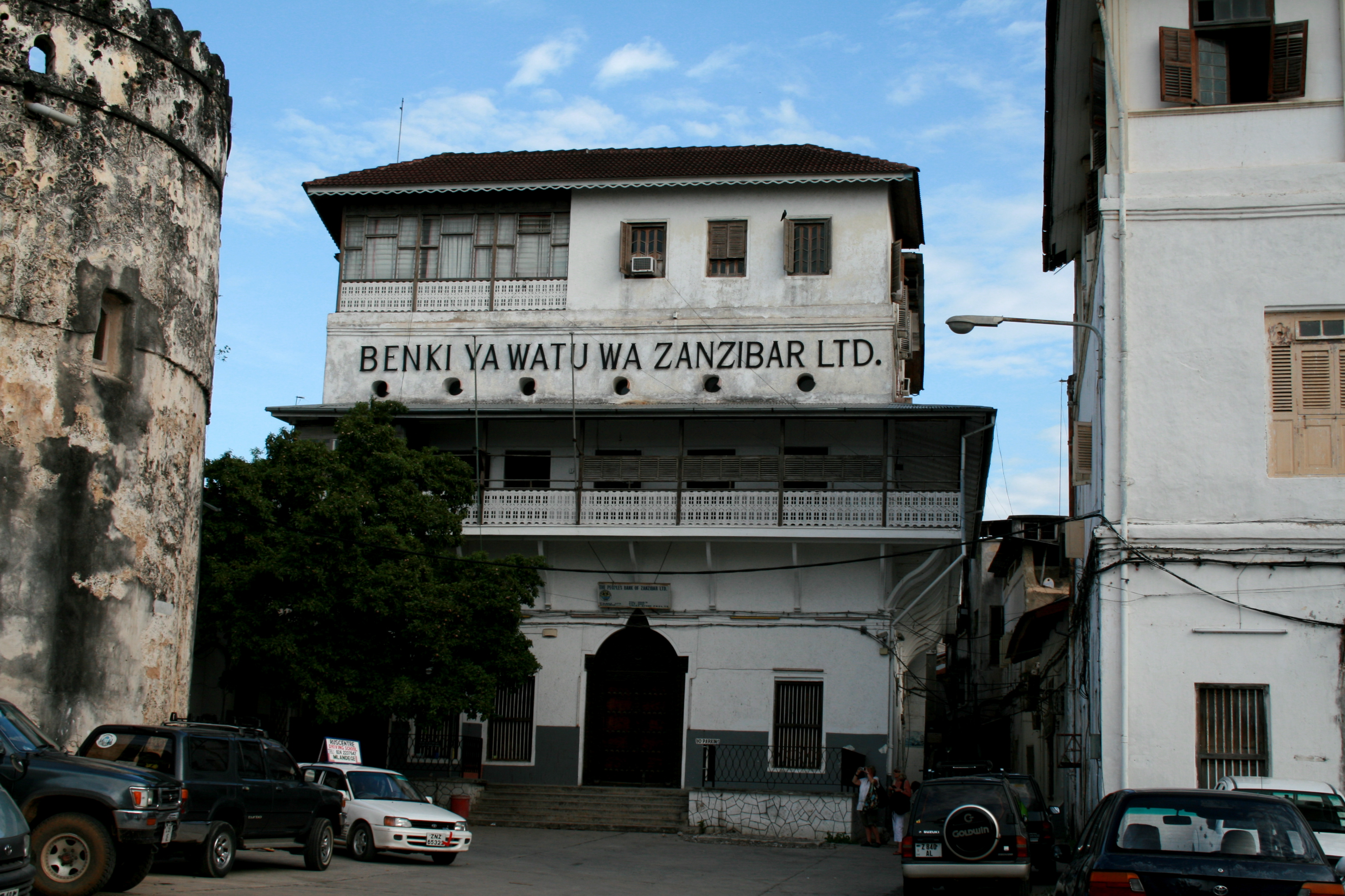
Больница Хассанали Каримджи Дживанджи, Занзибар
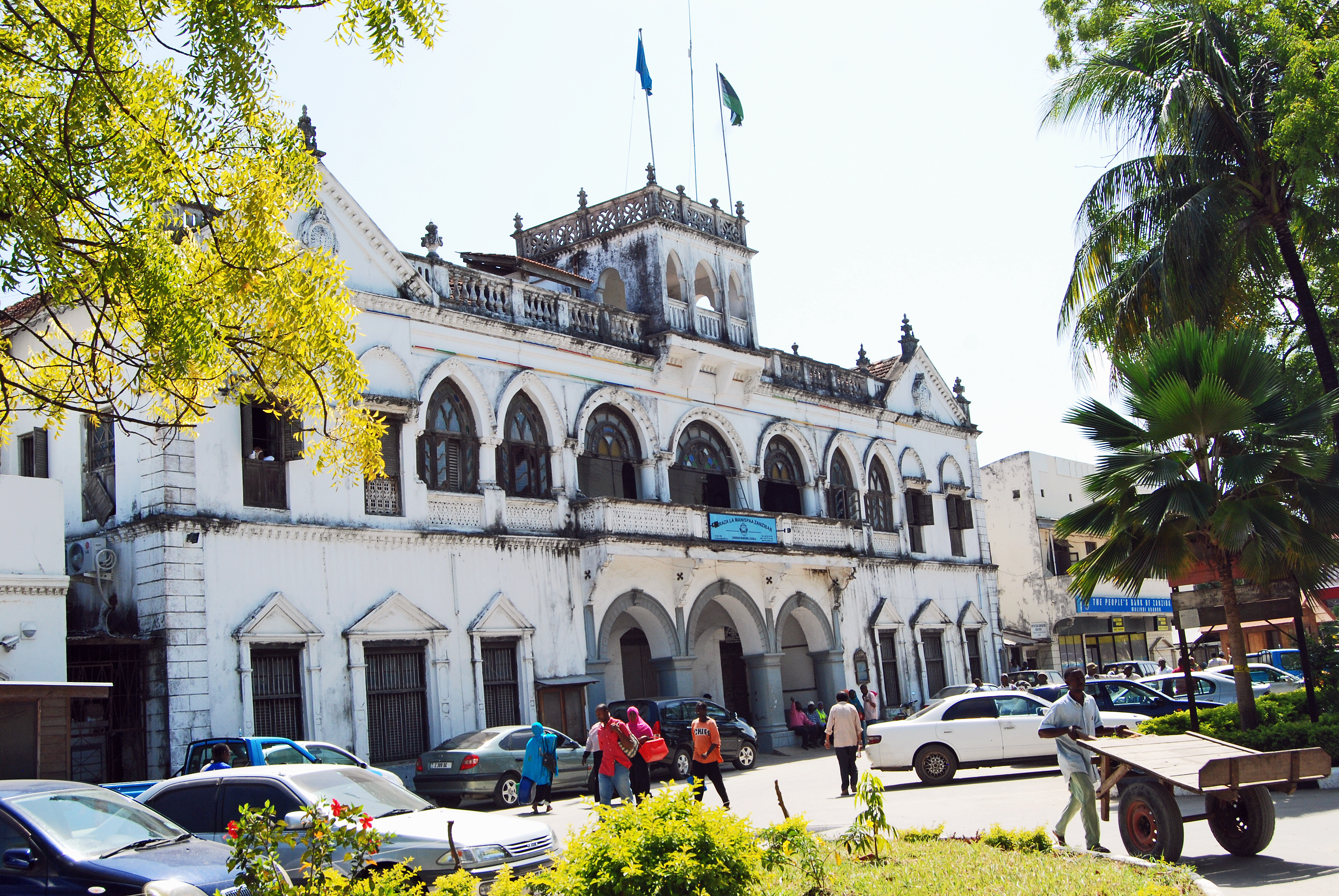
Дом Бахрамала, в настоящее время используется в качестве муниципального здания
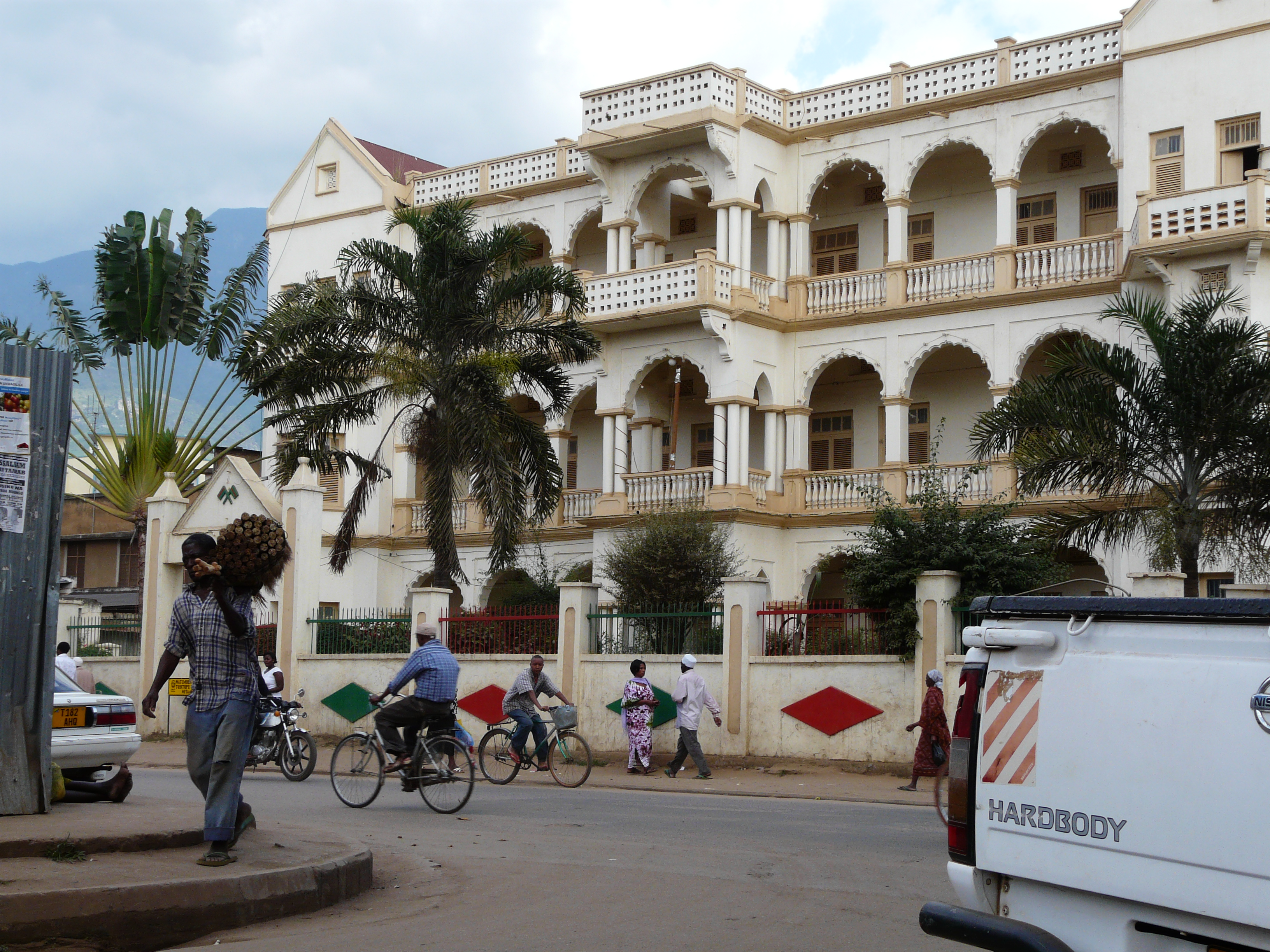
Дом джамаат Ткхана
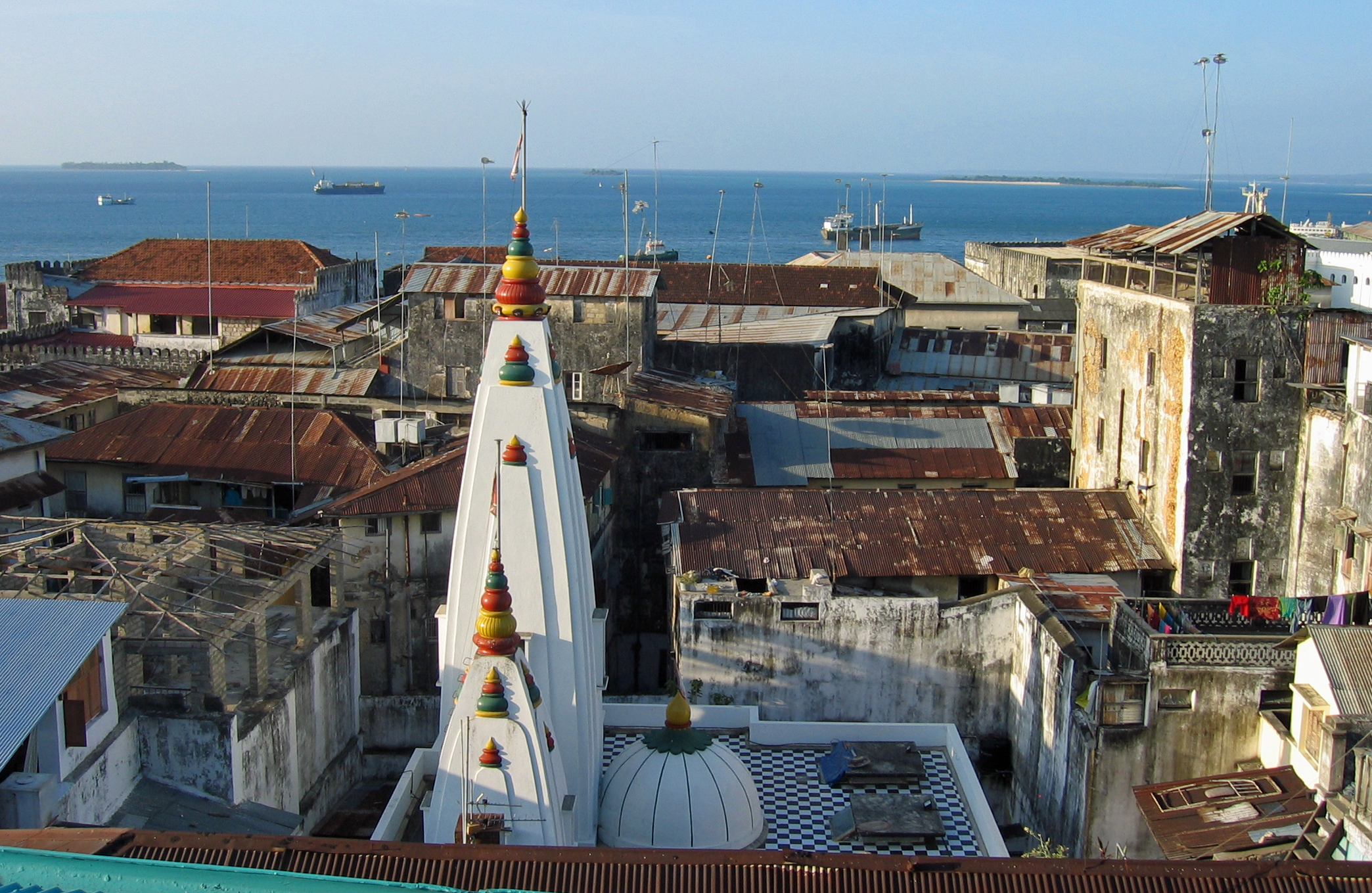
Храм Шакти в Каменном городе
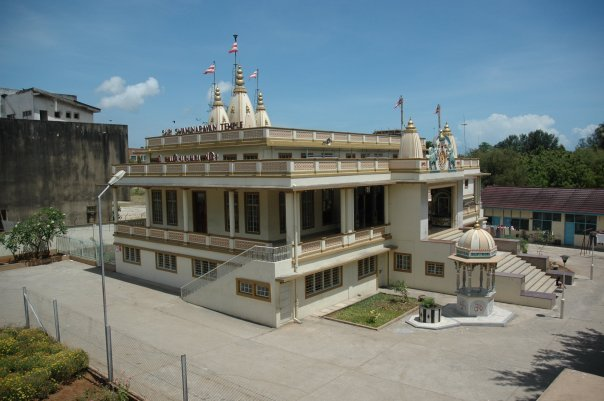
Храм Сахаджананда Свами в Дар-эс-Саламе